# Відкриті списки
Відкриті (вільні, пільгові) списки — така форма партійних списків, що надає право виборцям виражати своє ставлення до кожного з кандидатів, занесених у конкретний партійний список. Для цього в виборчому бюлетені вони вказують, кого з кандидатів від даної партії хотіли б бачити обраним у першу чергу, кого в другу, тощо. Всі голоси, подані за кандидатів тої чи іншої партії, додаються, якби вони були подані за партійні списки. Далі відбувається розподіл місць між партіями, але у відповідності з кількістю голосів, отриманих кожним з кандидатів. Таким чином партійні лідери втрачають можливість складати партійні списки кандидатів, а виборці отримують більшу свободу вибору; таке представництво стає більш «особистісним». Через це дану систему інколи в літературі називають як квазісписочна пропорційна система.
Однак і в таких виборчих системах головну роль відіграють голоси, подані за партії, і саме вони покладені в основу розподілу депутатських місць між ними. Таке правило прийняте у законодавстві Австрії, Норвегії, Швеції, Чилі (до 1973 р), Фінляндії та ряді інших європейських країн. Рідше використовується правило закритих (зв'язаних) списків.
В Україні система відкритих списків запроваджується Виборчим кодексом України від 11 липня 2019 року, який Президент Зеленський 13 вересня повернув на повторний розгляд Верховній Раді зі своїми пропозиціями.